# Conrad Faber von Kreuznach
Conrad Faber von Kreuznach (* um 1500 (?) in Kreuznach; † zwischen dem  10. September 1552 und dem 15. Mai 1553 in Frankfurt am Main), früher Meister der Holzhausen-Bildnisse genannt, war ein deutscher Maler und Zeichner für den Holzschnitt und ein Meister des Renaissanceporträts.

## Leben
Über Fabers Abstammung und sein Leben vor 1524 ist nichts bekannt. Die Annahme, dass er 1517 bis 1523 in Mainz als Zeichner und Illustrator für den Verleger Peter Schöffer arbeitete, beruht auf Spekulation. Schöffer war ein ehemaliger Mitarbeiter Gutenbergs und einer der ersten Drucker und Buchhändler der Mediengeschichte.
1526 wurde Faber erstmals erwähnt als Geselle in der Werkstatt des Frankfurter Malers Hans Fyoll (1460–1531, Sohn von Konrad und Enkel von Sebald Fyoll), an der Ecke von Fahrgasse und Nonnengasse. Seit dieser Zeit ist er laufend in Frankfurt nachzuweisen. Zu Beginn der Reformation sahen sich viele Künstler ihrer wichtigsten Einnahmequelle beraubt: das Anfertigen von Kunstwerken für Kirchen im Auftrag wohlhabender Stifter. Dieses Schicksal traf auch Faber, der zeitlebens verschuldet war und sich mit mäßig bezahlten Aufträgen über Wasser hielt.
Über Fabers erste Ehe ist nichts überliefert. Am 18. Juli 1537 heiratete er in zweiter Ehe Katharina, eine Tochter des Frankfurter Wollwebers und späteren Ratsherren Niklaus Husen, genannt Klaus Höchst. Anders als Conrad besaß Katharina das Frankfurter Bürgerrecht, ein Privileg, das durch die Heirat nun auch Faber zuteilwurde. Am 27. März 1538 schwor Faber den Bürgereid.
1546 wurde Ludwig, Fabers einziger Sohn geboren. Das Kind erhielt den Namen seines Taufpaten, des Patriziers Ludwig von Martorff, dessen Porträt zu Fabers Frankfurter Werken zählt.
Anfang 1547 bewarb sich Faber aufgrund der dürftigen Auftragslage, gemeinsam mit seinem Malerkollegen Hans Wurzgart, beim Frankfurter Rat um die Stelle des städtischen Eisenwägers. Am 24. März 1547 wurde ihm dieses Amt zugesprochen, er durfte mit seiner Familie die Dienstwohnung der Eisenwaage in der Fahrgasse beziehen, in der er bis zu seinem Tod lebte. Seine Aufgabe war es, das über die Mainbrücke durch das Brückentor nach Frankfurt hereinkommende Eisen zu wiegen und zu verzollen.

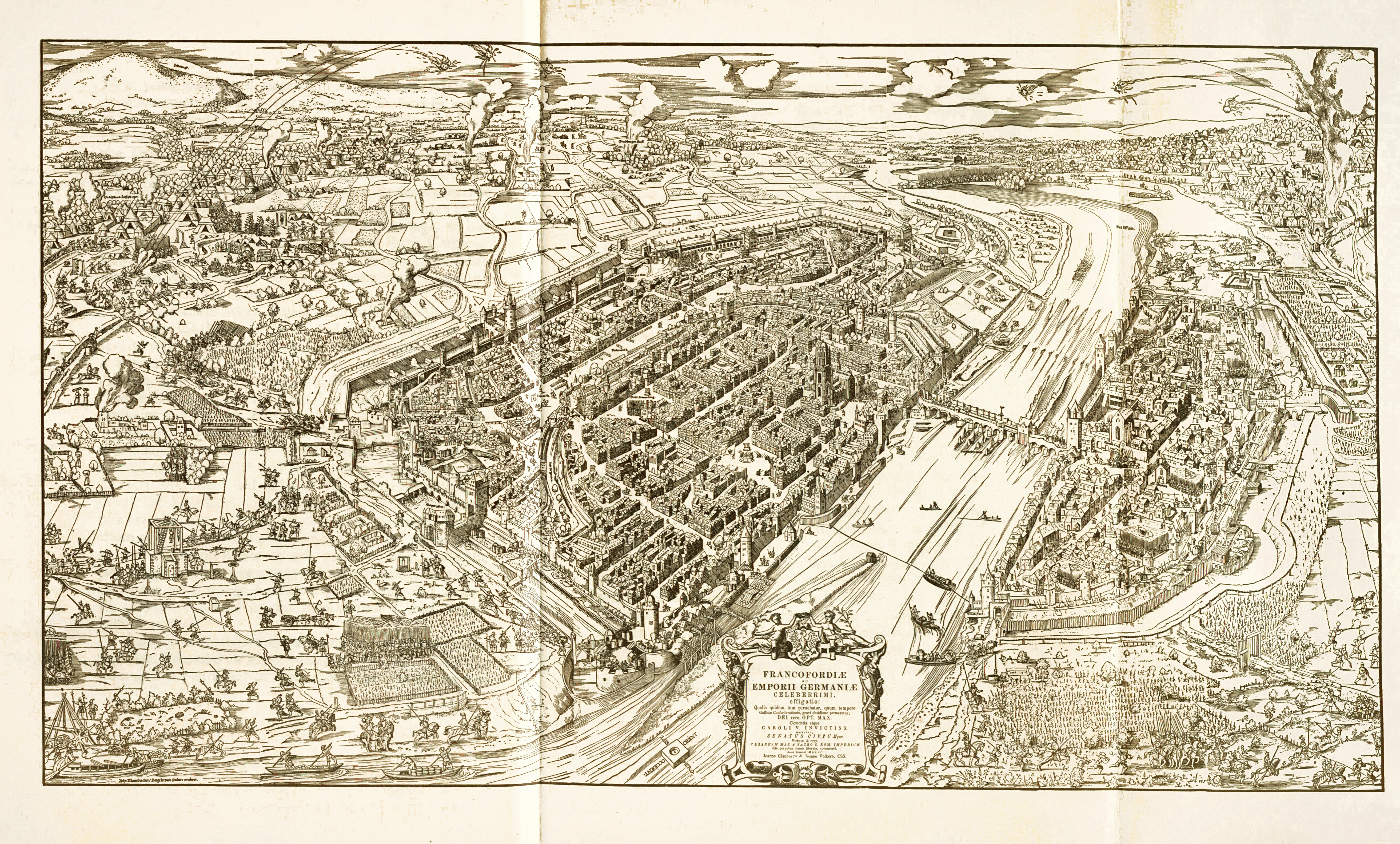
Frankfurter Belagerungsplan von 1552

In seinen späteren Lebensjahren schuf Faber mehrere bedeutende topographische Werke, darunter die Vorlage für die Ansicht Frankfurts in Sebastian Münsters Cosmographia (1550) sowie für einen Holzschnitt des aus Amsterdam stammenden Holzschneiders Hans Grav. Dieser schnitt auch die 10 Holzstöcke für Fabers bedeutendes Werk,
den Frankfurter Belagerungsplan von 1552. Kurz nach der Fertigstellung der Zeichnungen starb Faber, vermutlich im Frühjahr 1553. Er hinterließ rund 400 Gulden Schulden, für seine sehr umfangreichen Arbeiten für den Plan zahlte der Rat seiner Witwe nur 50 Gulden.
Katharina heiratete noch im selben Jahr, am 6. November 1553, Fabers Malerkollegen Jakob Laßmann und schickte den siebenjährigen Sohn Ludwig zur weiteren Erziehung zu ihrer Mutter und ihrem Stiefvater nach Sontra in Nordhessen. Katharina starb jedoch schon 1558, der dreizehnjährige Ludwig erbte seines Vaters Werkstattausstattung in der Fahrgasse und in einem Gartenhaus im Hasenpfad in Sachsenhausen – und seine Schulden.

## Werke

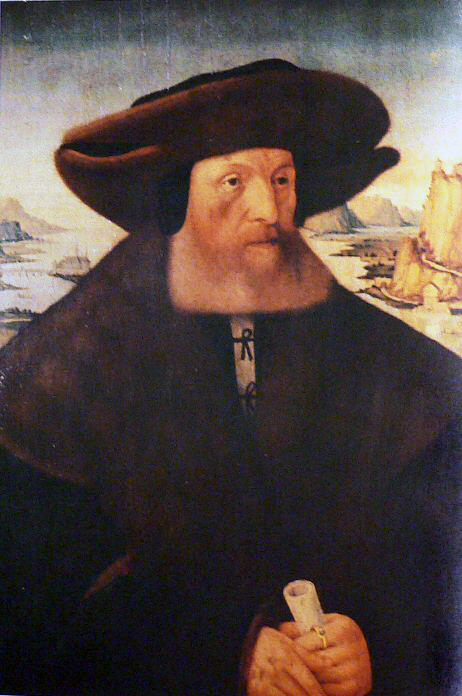
Bildnis des Hamman von Holzhausen, 1529

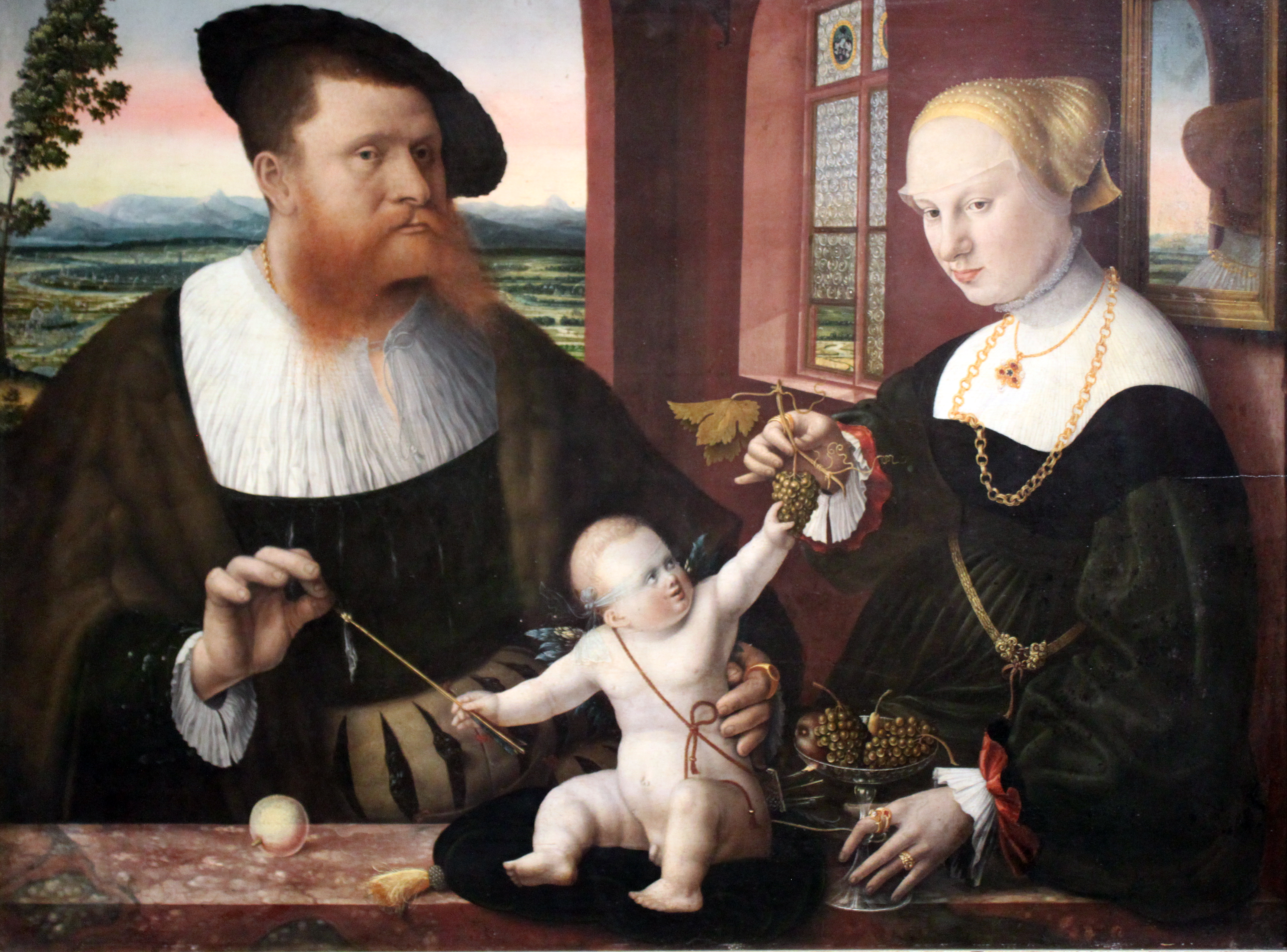
Bildnis des Justinian und der Anna von Holzhausen, 1536

Zu seinen frühen Werken zählen die 1517–1522 entstandenen Illustrationen zur 1522 bei Peter Schöffer in Mainz erschienenen Livius-Übersetzung. Auf den 420 Seiten dieser Ausgabe finden sich 153 Holzschnitte Fabers, die durch Kombination von Personen- und Landschaftsdarstellungen für 250 Abbildungen dienten. Fabers lebendige Darstellungen heben sich dabei von den noch mittelalterlich geprägten Holzschnitten der drei anderen Illustratoren ab. Für die Darstellung der antiken Ereignisse benutzte Faber Skizzen, die er bei seinen Wanderungen am Mittelrhein angefertigt hatte, so dienen identifizierbare rheinische Städte zur Illustration griechischer Belagerungen und Fürsten seiner Zeit als römische Kriegsherren.
Conrad Faber malte vor allem Porträts wohlhabender Auftraggeber, außerdem Landschaften und Stadtansichten. Etwa 40 mit CVC signierte Bildnisse sind erhalten, zumeist von Patriziern der adeligen Ganerbschaft Alten Limpurg oder ihren Frauen. Die meisten Portraits sind Brustbilder in Dreiviertelansicht, meistens mit landschaftlichem Hintergrund und in sorgfältiger Ausführung. Mit koloristischem Geschmack sind die prächtigen Kostüme der Patrizier wiedergegeben.
Besondere Bedeutung kommt seinen 1535 gemalten Porträts des Gilbrecht von Holzhausen und seiner Frau Anna Ratzeburger zu. Im Hintergrund ist hier die Stadt Frankfurt am Main mit Sachsenhausen aus einer Vogelschau-Perspektive zu erkennen. Es handelt sich somit die früheste bekannte, malerische Ansicht der Stadt. Als Fabers Hauptwerk gilt das Bildnis der Justinian und Anna von Holzhausen von 1536, das sich heute im Städel befindet. 1547 entwarf er einen Bildteppich für Ogier von Melem, den Enkelsohn des Johann von Melem, der 1464 das noch heute existierende Steinerne Haus am Alten Markt errichtet hatte. Sein letztes Werk ist der Belagerungsplan, ein Holzschnitt, der Frankfurt während der Belagerung von 1552 im Fürstenkrieg zeigt, als die protestantische, aber kaisertreue Stadt drei Wochen lang von den Truppen der protestantischen Fürsten belagert und erfolgreich von kaiserlichen Truppen verteidigt worden war.